# Unicórnio alado

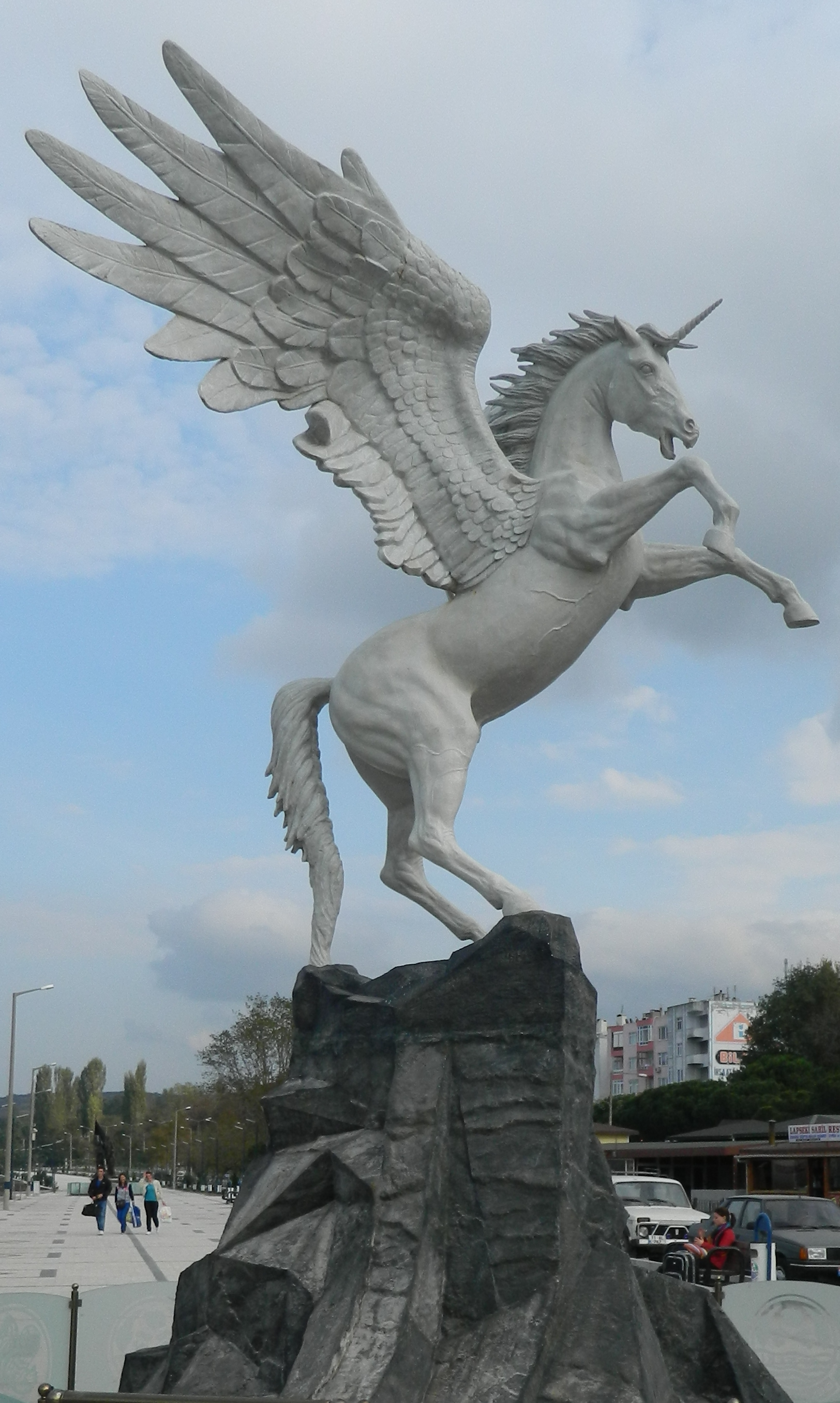
Uma estátua parecida com alicórnio em uma praça da Turquia.

Um unicórnio alado, também conhecido como alicórnio, é um cavalo fantástico e híbrido com asas de um pégaso e chifre de um unicórnio.

## Origem
Unicórnios alados foram representados na arte assíria antiga no Império Aquemênida, tendo representações de unicórnios alados e touros alados como representações do mal. Entretanto, unicórnios alados também foram representação do elemento da luz ou semelhantes.
O poeta irlandês William Butler Yeats escreveu sobre imaginar um monstro alado. A besta tomou a forma de um unicórnio alado em seu livro de 1907 The Unicorn from the Stars e mencionado no poema "O Segundo Advento", uma criatura parecida na cidade de Belém.

## Nomenclatura
Sem nome específico, unicórnio alado vem a partir das palavras "unicórnio" e "pégaso". Também são chamados de "alicórnios" (Alicorn, em inglês), a partir do nome histórico do chifre de unicórnio em inglês. O nome também mencionado em lendas portuguesas como olharapo. Eles também têm sido referido como pégasos-unicórnios, pegacórnios, unicórsos, unipégasos, licórsos, e licórpégasos.

## Cultura popular
Pode se encontrar a menção de unicórnios alados em diversas obras, como:
- As personagens Twilight Sparkle (No final da 3ª temporada), Princesa Celestia (Day Breaker), Princesa Luna (Nightmare Moon), Princesa Cadance, Princesa Flurry Heart e a vilã Cozy Glow (No final da série), na série animada My Little Pony: A Amizade É Mágica.
- Unicórnio, na série animada Mecanimais, se transforma em um alicórnio ao ganhar um par de asas.
- Ventania, cavalo de She-Ra, na série animada She-Ra: Princesa do Poder.
- Sunstar, na série animada Starla e as Jóias Encantadas.
- Unimon, no anime Digimon.
- Mencionado no filme O Clube das Winx 3D: A Aventura Mágica.
- Polluticorn, na série de TV Mighty Morphin Power Rangers.
- Eunice, na série animada Historinhas de Dragões.